# 全国郵便局長会
全国郵便局長会（ぜんこくゆうびんきょくちょうかい）は、中小規模の郵便局（民営化前の特定郵便局）局長にある者を構成員とし、1953年（昭和28年）に発足した任意団体。
総務省や日本郵政グループの外郭団体ではない。かつては、全国特定郵便局長会（ぜんこくとくていゆうびんきょくちょうかい）という名称であったが、郵政民営化のため2008年（平成20年）より名称が変更された。略称の全特（ぜんとく）は、名称変更後も使用され続けている。
　

## 概要
2022年現在の組織は全国郵便局長会に、12の地方郵便局長会、238の地区郵便局長会、さらに多くの部会が連なる。
組織の位置づけとしては、私的な団体である。一方で、全国郵便局長会においては各地区グループに対応した「地区会」を有しており、また地域グループの役員がそのまま局長会の役員を兼ねているという実態があるとされる。これは戦後進駐軍の指摘により、公私混同の色合いが強かった特定局業務推進連絡会（特推連）が一時期解体されたとき、私的な部分を継承する形で局長会が成立した、という経緯とも関係している。
なお、地方を管轄する支社の管轄エリアを超える全国的な役職が特定局業務推進連絡会に必要であるのか、かつてから疑問は出されていた。また、特推連（地域グループ）の役員会、部会（地区グループ会議）等が開かれたあと、そのまま局長会の会議に移行している事実もあったとされ、公私混同の誹りを受けかねない要因がかつては存在していたとされる。特推連（地域グループ）と局長会は表裏一体であって公私混同であると批判されてきた経緯がある。
特定郵便局自体は郵政民営化により廃止されたが、局長会はその後もいわば「中小規模の郵便局長の団体」として残っており、今も総会が年に一回開催され、業務上支障がない場合は、郵便局長が休暇を取って出席することもある。
小規模郵便局長の採用については、全国郵便局長会が推薦する形で実質的に採用する人物を選んでいるのではないかと取り沙汰されてきたが、2022年5月13日、日本郵政の増田寛也社長は「局長会の推薦でやるというのではなく、人物本位で採用している」として否定している。

### 防災士活動
地域社会への貢献活動として、郵便局長会では全国の郵便局長に、防災に対する意識・知識・技能を持った防災士の資格取得を促している。
- 2004年（平成16年）10月12日 - 浦野修会長（当時）が日本防災士会の代表幹事に就任する。
- 2005年（平成17年）12月現在 - 防災士認証者数は、9,008名（5割近くが特定郵便局長）。
- 2006年（平成18年）3月現在 - 防災士認証者数は、10,620名（うち特定郵便局長は、5,237名）。
- 2006年（平成18年）5月21日 - 平成18年全特通常総会において、防災士資格の全員取得をめざす事業計画が承認される。
- 2006年（平成18年）8月現在 - 防災士認証者数は、12,847名（うち特定郵便局長は、5,596名）。
- 2008年（平成20年）1月4日 - 全特のホームページをリニューアル、防災士活動についての報告ページを公開。

2006年（平成18年）5月20日付の朝日新聞大阪本社版朝刊によると、全国特定郵便局長会は、特定局長全員が防災士の資格を10年以内に取得する方針を定め、3年前から局長会が取得を奨励。現在までに約5,500人が合格しているが、期間内に19,000人全員の合格を目指し、年2,000人の合格を目標にするとしている。
2009年（平成21年）3月16日、フジサンケイ ビジネスアイは、防災士認証登録者30,000人のうち10,000人超は郵便局長だと報じている。

### 日本防災士会
2009年（平成21年）9月末現在、防災士資格取得者の有志が集まる日本防災士会（代表幹事：浦野修）の会員数は4,445名。シェア3分の1を超える約1,500名を郵便局関係者で占めるという実績を誇っている。

## 関連団体
- 全国郵便局長夫人会
郵便局長の妻らによる組織。局長の配偶者は公務員ではないため、選挙活動が公務員の政治的行為制限に抵触しないと主張しつつ、実際には郵便局員や地方公務員、教員を業としている郵便局長の配偶者に選挙活動を行わせる組織。民営化後は公務員にかかる政治活動の規制を脱したため、位置づけが変容しつつある。
- 郵政政策研究会
2008年に特定郵便局のOBを中心に組織された「大樹全国会議」を発展的に改組して設立された政治団体である。

## 会の歌
全特には会の歌がある。歌詞は「…流氷きしむ最果ての地の文化を拓く、…ああ全特に誇りあり…」となっている。

## 民営化反対・赤字局統合阻止運動

### 自民党との友好期
「特定郵便局」のルーツは、明治時代、公費によって全国に郵便局を設置することが政府の財源不足により困難な中、全国にいち早く郵便制度を浸透させるため、地域の名士や大地主に土地と建物を無償で提供させ、郵便の取り扱い事業を彼らに委託する形で設置された郵便局である。そして、委託された名士や大地主の子孫が「特定郵便局長」である。そして、昭和28年（1953）に特定郵便局長の私的団体として結成された「全国特定郵便局長会」は、自由民主党の有力な支持組織となってきた。日本の郵便局の約半数は過疎地にあり、大赤字も珍しくない。

### 郵政民営化による自民党との対立期・国民新党支援期
小泉純一郎は銀行事業と生命保険事業が大赤字の郵便事業を支える仕組みを批判し、郵政民営化を主張した。選挙で問われた2005年（平成17年）の第44回衆議院議員総選挙以降、局長会は自民党支持を撤回。そして、郵政族系自民党議員だった郵政造反組で結成された国民新党を支援する。しかし、郵政民営化が実行されて特定郵便局が廃止され、特定郵便局と普通郵便局の区別がなくなった。そのため、現在の名称である「全国郵便局長会」に改称した。民営化により普通郵便局と特定郵便局の区別はなくなったが、日本の郵便局2万3000局のうち、8000局近くは過疎地にあり、1日の客数が20人以下という局も珍しくない。なお、2万3000局のうち1万9000局は旧特定郵便局であり、小規模局がほとんどである。
国民新党を含む連立内閣である民社国連立政権が提出した2009年時の郵政改革法案(郵政民営化を修正する法案)に自民党は反対したが、2012年4月の法案には自民党も賛成する与野党一致の形で成立した。内容としては、小泉政権で成立させた法律における2017年9月までの郵政完全民営化が、「改正法」だと一部公有維持・民営化期限削除になった。小泉政権の郵政(完全)民営化を否定する法案であるため、衆院本会議での採決では、自民党所属議員のうち中川秀直元幹事長や小泉元首相の次男・小泉進次郎らが反対に回った。

### 郵政民営化後退法成立以降の友好関係の復活
郵政民営化以降、2012年まで自民党と局長会は敵対関係にあったが、前述の改正郵政民営化法を与野党で成立させたことで、2013年（平成25年）の参議院選挙以降から再び自民党支持へと回帰している。石破内閣は局長会から要望を受け、与野党合意を経て、「各地方に点在する郵便局網維持」「郵便ネットワークの維持」という大義名分のために、年650億円規模の財政支援を盛り込んだ郵政民営化法などの改正法案を2025年国会で目指している。2023年、日本郵政社長の増田寛也は「2040年ごろをめどに郵便局の整理が必要になる」と語ったが、局長会が抗議したために撤回させられた。野党の立憲民主党や国民民主党が郵便事業への公金投入に反対したり、自民党攻撃に用いない背景には彼等を支持する日本郵政グループ労働組合・郵政未来研究会に所属する労組組合員こそが合理化で統合された際に解雇される郵便局労働者だからである。。
全特顧問をつとめた自民党現職議員として、2025年現在柘植芳文(2013年7月-)と長谷川英晴(2022年7月-)が存在する。

## 六本木ビル
全国の局長が出資し建築した賃貸オフィスビル、郵便局やホテルその他オフィスとして利用されている。